# Плейліст (телесеріал)
Плейліст (англ. The Playlist) — міні-серіал документальної драми, створений для Netflix. Авторів надихнула книга Spotify Untold, написана Свеном Карлссоном і Йонасом Лейонгуфвудом. Серіал, знятий режисером Пер-Олавом Серенсеном, розповідає «вигадану» історію народження шведської музичної потокової компанії Spotify разом із її першими проблемами.
Прем'єра «Плейліст» відбулася на Netflix 13 жовтня 2022 року.

## Сюжет
Підприємець-початківець Деніел Ек знаходить можливість у боротьбі між фахівцями музичної індустрії та музичним піратством. Він вирішує створити безкоштовний і легалізований сервіс потокового передавання музики разом зі своїм бізнес-партнером Мартіном Лоренцоном. Він навіть не здогадувався, що цей сервіс «зробить революцію» у світовій музичній індустрії та зіткнеться з непередбаченими проблемами разом.

## Актори та персонажі

### У головних ролях
- Едвін Ендре в ролі Даніеля Ека, співзасновника та генерального директора Spotify, який раніше працював програмним інженером у Tradera.
- Крістіан Гіллборг у ролі Мартіна Лоренцона, співзасновника та основного інвестора Spotify, власника та співзасновника TradeDoubler.
- Джоел Лютцов у ролі Андреаса Ена, талановитого програміста, першого співробітника та технічного директора Spotify — це той, кого Ек залучає для створення програми Spotify.
- Ґізем Ердоган у ролі Петри Ханссон, найуспішнішого юриста, якій запропонували посаду переговорника з ліцензування музики в Spotify.
- Ульф Стенберг у ролі Пера Сундіна, одного з керівників Sony Music Sweden, який боровся з появою The Pirate Bay.
- Дженіс Камія Кавандер у ролі Боббі Томассон, починаючого музиканта, колишньої однокласниці Даніеля Ека.

### Періодичні ролі
- Валтер Скарсгард — Пітер Сунде, один із засновників The Pirate Bay і політичний активіст.
- Крістер Керн — Фелікс Ханьо, співзасновник TradeDoubler.
- Софія Каремир у ролі Стефані Дальгрен, секретарки Пер Сундіна, з якою зустрічається Даніель.
- Северія Янушаускайте в ролі Максін Сільверсон, керівника Sony Music, яка знайома з Пером Сундіном.
- Сем Гейзелдайн у ролі Кена Паркса, юриста, який працює на Sony Music.
- Елла Раппіч у ролі Софії Бендз, керівника глобального маркетингу Spotify, яка раніше організовувала вечірки через Facebook.
- Ерік Норен у ролі Нікласа Іварссона, єдиної людини, яка спочатку відповідала за придбання музики Spotify.
- Руфус Глейзер у ролі Людвіга Стрігеуса, одного з програмістів Spotify, який мав досвід роботи з кешуванням P2P.
- Джонатан Бокман у ролі Гуннара Крейца, друга Андреаса по коледжу, якого Андреас вважає найкращим програмістом у світі.
- Карл Саннер у ролі Фредріка Німели, друга Андреаса, якого Андреас вважає здатним конкурувати з Гуннаром.
- Лукас Сербі в ролі Маттіаса Арреліда, знайомого Андреаса, якого він залучає для створення програми Spotify.
- Олександр Густавссон — Андреас Маттссон, знайомий Андреаса, якого він залучає для створення програми Spotify.
- Вінсент Пеллегіні в ролі Расмуса Андерссона, знайомого Андреаса дизайнера інтерфейсу першої версії Spotify.
- Джоел Альмрот — Йоган Бреннер, знайомий Андреаса, якого він залучає для створення програми Spotify.
- Феліс Янкелль — Софія Левандер, дружина Даніеля Ека.
- Фріда Ерікссон — мати Даніеля.

## Виробництво

### Розвиток
11 грудня 2019 року Netflix анонсувала обмежений серіал про заснування музичної потокової компанії Spotify. Серію надихнула документальна книга "Spotify Untold ", написана Свеном Карлссоном і Йонасом Лейонгуфвудом, бізнес-репортерами шведської Dagens Industri. Виконавчим продюсером серіалу стане Берна Левін з Yellow Bird UK, а режисером стане Пер-Олав Серенсен. 14 червня 2021 року було оголошено, що серіал складатиметься з шести 45-хвилинних епізодів. Крім того, Ейфель Маттссон і Люк Франклін будуть продюсерами разом з Левін; тим часом сценаристом серіалу був найнятий Крістіан Спур'є. 13 вересня 2022 року Софі Форсман і Туве Форсман стали співавторами сценарію серіалу.

### Зйомки
Повідомляється, що зйомки серіалу почалися з 2021 року. Стало відомо, що частина основної зйомки відбулася в Стокгольмі, Швеція, у червні 2021 року. Процес постпродакшну відбувся в листопаді 2021 року. Станом на серпень 2022 року команда вже завершила зйомки.

## Випуск
13 жовтня 2022 року відбулася світова прем'єра списку відтворення на Netflix, який складається з шести епізодів.

### Маркетинг
Перший трейлер лімітованої серії вийшов на YouTube 13 вересня 2022 року. Другий трейлер вийшов 27 вересня 2022 року.